# リッキー・カーマイケル
リッキー・カーマイケル（Ricky Carmichael、1979年11月27日 - ）は、アメリカ合衆国フロリダ州クリアウォーター出身のオートバイ・モトクロスレーサー。

## 概要
アマチュア時代、AMA全米アマチュアモトクロス選手権（通称ロレッタ・リン）で67勝を挙げた。
17歳でプロに転向。プロサーキット･カワサキからシーズンフル参戦を開始した1997年以来、10年連続タイトル獲得、全戦全勝での最高峰タイトル獲得（2002・2004年）、AMAモトクロスシリーズ全カテゴリー優勝など、数々の記録を打ち立てた。通算ではAMAモトクロスで15回、AMAスーパークロスでも5回タイトルを獲得し、両カテゴリ合わせて150勝を記録。ファンからの人気も高く、AMAライダーオブザイヤーを5回獲得した。これらの偉業から、アメリカのモトクロス史上、最高のライダーのひとりに数えられる。
2007年シーズンをもってモトクロスから引退、4輪レースへの参戦を計画している。また、2008年のエックスゲームズ14でモトX・ステップアップに参戦、見事に金メダルを獲得している。
2008年10月、タラデガスーパースピードウェイで行われたARCA RE/MAXシリーズで4輪レースデビューを果たした。
2015年5月来日。18日、広島県の世羅グリーンパーク弘楽園（モトクロス場）で行われた全日本モトクロス第三戦中国大会の会場において、デモランとライディングスクールを開催した。
2024年からモトクロスに参戦するトライアンフの開発・参戦準備のパートナーを務める。

## 戦績
- 5歳でレースを始める

- 1996年 - AMA ルーキーオブザイヤー

AMAモトクロス125cc 32位
- 1997年 - プロサーキット・カワサキ

AMAモトクロス125cc チャンピオン（KX125）
AMAスーパークロス125ccイースト 3位（KX125）
- 1998年 - プロサーキット･カワサキ

AMAモトクロス125cc チャンピオン（KX125）
AMAスーパークロス125ccイースト チャンピオン（KX125）
モトクロス･デ･ナシオン 5位（125-19/10）
- 1999年 - AMAスーパークロスはUSカワサキより250ccクラスへ、AMAモトクロスはプロサーキット･カワサキより125ccクラスへ参戦。

AMAスーパークロス250cc 16位（KX250）
AMAモトクロス125cc チャンピオン（KX125）
- 2000年 - シェビートラックス・カワサキ

AMAスーパークロス250cc 5位（KX250）
AMAモトクロス250cc チャンピオン（KX250）
モトクロス･デ･ナシオン 優勝
- 2001年 - シェビートラックス・カワサキ

AMAスーパークロス250cc チャンピオン（KX250）
AMAモトクロス250cc チャンピオン（KX250）
シーズン終了後、アメリカン･ホンダへ移籍。
USオープン優勝（CR250R)
- 2002年 - アメリカン・ホンダ

AMAスーパークロス250cc チャンピオン（CR250R）
AMAモトクロス250cc チャンピオン（CR250R）
- 2003年 - アメリカン・ホンダ

AMAスーパークロス250cc チャンピオン（CR250R）
AMAモトクロス250cc チャンピオン
- 2004年 - アメリカン･ホンダ

AMAモトクロス250cc チャンピオン（CRF450R）
シーズン終了後、スズキへ移籍。
- 2005年 - マキタ･スズキ

AMAスーパークロス250cc チャンピオン（RM250）
AMAモトクロス250cc チャンピオン（RM-Z450）
スーパークロス世界選手権250cc チャンピオン（RM250）
モトクロス・オブ・ネイションズ 優勝
USオープン250ccクラス優勝
- 2006年 - マキタ･スズキ

AMAスーパークロス　チャンピオン（RM-Z450）
AMAモトクロス　チャンピオン（RM-Z450)
モトクロス・オブ・ネイションズ 優勝
- 2007年 - マキタ･スズキ

モトクロス・オブ・ネイションズ 優勝
※モトクロス・オブ・ネイションズ（モトクロス･デ･ナシオン）順位はアメリカ合衆国。括弧内は個人順位。